# Transports en commun de Villers-Cotterêts
Villéo-Retzéo est le réseau de transport en commun desservant la commune de Villers-Cotterêts et son agglomération, situées dans le département de l'Aisne, en région des Hauts-de-France. Le réseau est organisé par la Communauté de communes Retz-en-Valois, exerçant le rôle d'autorité organisatrice des transports (AOT).
Le réseau est exploité depuis 2013 (avec un contrat renouvelé en 2019) par un groupement composé des Cars Lefort et de Transdev Compagnie Axonaise.

## Histoire

### Lancement du réseau en 2013
Le réseau de transports en commun Villéo-Retzéo est officiellement lancé le 2 avril 2013 par la Communauté de communes Villers-Cotterêts - Forêt de Retz. Le réseau de lignes régulières, nommé Villéo, dessert la commune de Villers-Cotterêts avec 3 lignes distinctes fonctionnant su Lundi au Samedi de 7h00 à 19h00 :
- La ligne A, qui fonctionne à la manière d'un axe Nord-Sud, relie l'arrêt "Jacques Bonhomme" au centre commercial "Queue d'Oigny", en passant par le centre-ville où se trouvent la mairie, la gare SNCF, et le site Volkswagen de Villers-Cotterêts.
- La ligne B, fonctionnant également à la manière d'un axe Nord-Sud, relie l'arrêt "Dussuchal" à "François 1er", en passant par le centre-ville via le Musée Dumas, la gare SNCF, la médiathèque, et le site Volkswagen.
- La ligne C, fonctionnant à la manière d'un axe Est-Ouest, relie le Lycée Européen à l'arrêt "Jean Goujon", en passant par le centre-ville, le Musée Dumas, la gare SNCF, et la rue du Marchois.

Le service de transport à la demande, nommé Retzéo, est lui composé de 4 services, fonctionnant du Lundi au Samedi de 8h00 à 18h00 :
- Le service TAD 1, dessert les communes de Villers-Cotterêts, Retheuil, Taillefontaine, Haramont et Largny-sur-Automne.
- Le service TAD 2, dessert les communes de Villers-Cotterêts, Vivières, Soucy, Puiseux-en-Retz et Montgobert.
- Le service TAD 3, dessert les communes de Villers-Cotterêts, Longpont, Villers-Hélon, Louâtre, Corcy et Fleury.
- Le service TAD 4, dessert les communes de Villers-Cotterêts, Coyolles, Dampleux, Oigny-en-Valois et Faverolles.

### Évolution du réseau en 2020
Le 1er septembre 2020, la Communauté de communes Retz-en-Valois fait évoluer le réseau Villéo-Retzéo de la manière suivante:
- La ligne A voit son terminus Nord modifié, passant à l'arrêt "Chopin", jusque-là desservi uniquement en direction de "Jacques Bonhomme". La desserte du site Volkswagen est également abandonnée, et le terminus Sud est déplacé à l'arrêt "Bucherons", en lieu et place de "Queue d'Oigny".
- La ligne B subie également des modifications, avec la fin de la boucle au Nord de son itinéraire, la desserte de l'arrêt "Piscine" n'est effectuée qu'à certaines heures, et les arrêts "Place AFN" et "Place du 8 Mai" sont supprimés au Sud de son itinéraire.
- La ligne C ne dessert plus les arrêts "Pelet Otto" et "Sainte-Anne", qui sont desservis désormais par la ligne B. Les arrêts "Gendarmerie", "Jean Jaurès" et "Madelon" sont supprimés.
- La ligne D voit le jour, faisant office de ligne interurbaine reliant Villers-Cotterêts à La Ferté-Milon, via la gare de Villers-Cotterêts, l'arrêt "Queue d'Oigny" et la gare de La Ferté-Milon.

Le service de transport à la demande évolue également, avec la mise en place de 4 zones précises :
- La Zone Villers-Cotterêts
- La Zone La Ferté-Milon
- La Zone Vic-sur-Aisne
- La Zone Soissons (gérée par les Transports Urbains Soissonnais)

## Réseau actuel
Le réseau de transports Villéo-Retzéo est composé de :
- 3 lignes urbaines desservant Villers-Cotterêts (lettrées de A à C)
- 1 liaison interurbaine reliant Villers-Cotterêts à La Ferté-Milon (lettrée D)
- 5 zones de transport à la demande

### Lignes urbaines
| Ligne | Caractéristiques | Caractéristiques | Caractéristiques | Caractéristiques | Caractéristiques | Caractéristiques | Caractéristiques | Caractéristiques | Caractéristiques |
| A     | Villers-Cotterêts – Chopin ⥋ Villers-Cotterêts – Bucherons | Villers-Cotterêts – Chopin ⥋ Villers-Cotterêts – Bucherons                                                                          | Villers-Cotterêts – Chopin ⥋ Villers-Cotterêts – Bucherons                                                                          | Villers-Cotterêts – Chopin ⥋ Villers-Cotterêts – Bucherons                                                                          | Villers-Cotterêts – Chopin ⥋ Villers-Cotterêts – Bucherons                                                                          | Villers-Cotterêts – Chopin ⥋ Villers-Cotterêts – Bucherons                                                                          | Villers-Cotterêts – Chopin ⥋ Villers-Cotterêts – Bucherons                                                                          | Villers-Cotterêts – Chopin ⥋ Villers-Cotterêts – Bucherons                                                                          | Villers-Cotterêts – Chopin ⥋ Villers-Cotterêts – Bucherons                                                                          |
| ----- | --- | --- | --- | --- | --- | --- | --- | --- | --- |
| A     | Ouverture / Fermeture 2 avril 2013 / — | Longueur — | Durée 10-20 min | Nb. d’arrêts 16 | Matériel — | Jours de fonctionnement L, Ma, Me, J, V, S                                                                                          | Jour / Soir / Nuit / Fêtes O / N / N / N                                                                                            | Voy. / an — | Dépôt – |
| A     | Desserte : - Communes et lieux desservis : Villers-Cotterêts (Mairie, Centre Communal d'Action Sociale, Centre Commercial E.Leclerc, Musée Dumas, Cité Internationale de la Langue Française, Marché, Collège Saint-Nicolas) - Gares desservies : Villers-Cotterêts | | | | | | | | |
| A     | Autre : - Amplitudes horaires : - Du Lundi au Vendredi en période scolaire : de 7h00 à 18h00, avec un passage toutes les 15-20 minutes de 7h00 à 7h38, puis un passage toutes les 40 minutes le reste de la journée. - Les Samedis en période scolaire et du Lundi au Samedi en période de vacances scolaires : de 8h20 à 18h00, avec un passage toutes les 40 minutes toutes la journée. - Particularités : - Le service de transport à la demande sur réservation Retzéo dessert tous les arrêts de la ligne A, avec une arrivée à la gare de Villers-Cotterêts à 6h15, et 2 départs de celle-ci à 18h25 et 19h25. | | | | | | | | |
| A     | Dernière actualisation : 14 mai 2025 | | | | | | | | |
| B     | Villers-Cotterêts – François 1er ⥋ Villers-Cotterêts – Dussuchal (en période scolaire) / Piscine (en période de vacances scolaires) | Villers-Cotterêts – François 1er ⥋ Villers-Cotterêts – Dussuchal (en période scolaire) / Piscine (en période de vacances scolaires) | Villers-Cotterêts – François 1er ⥋ Villers-Cotterêts – Dussuchal (en période scolaire) / Piscine (en période de vacances scolaires) | Villers-Cotterêts – François 1er ⥋ Villers-Cotterêts – Dussuchal (en période scolaire) / Piscine (en période de vacances scolaires) | Villers-Cotterêts – François 1er ⥋ Villers-Cotterêts – Dussuchal (en période scolaire) / Piscine (en période de vacances scolaires) | Villers-Cotterêts – François 1er ⥋ Villers-Cotterêts – Dussuchal (en période scolaire) / Piscine (en période de vacances scolaires) | Villers-Cotterêts – François 1er ⥋ Villers-Cotterêts – Dussuchal (en période scolaire) / Piscine (en période de vacances scolaires) | Villers-Cotterêts – François 1er ⥋ Villers-Cotterêts – Dussuchal (en période scolaire) / Piscine (en période de vacances scolaires) | Villers-Cotterêts – François 1er ⥋ Villers-Cotterêts – Dussuchal (en période scolaire) / Piscine (en période de vacances scolaires) |
| B     | Ouverture / Fermeture 2 avril 2013 / — | Longueur — | Durée 10-15 min | Nb. d’arrêts 19 | Matériel — | Jours de fonctionnement L, Ma, Me, J, V, S                                                                                          | Jour / Soir / Nuit / Fêtes O / N / N / N                                                                                            | Voy. / an — | Dépôt – |
| B     | Desserte : - Communes et lieux desservis : Villers-Cotterêts (Mairie, Centre Communal d'Action Sociale, Marché, Musée Dumas, Médiathèque, Collège François 1er) - Gares desservies : Villers-Cotterêts | | | | | | | | |
| B     | Autre : - Amplitudes horaires : - Du Lundi au Vendredi en période scolaire : de 7h05 à 17h25, avec un passage toutes les 15-40 minutes de 7h05 à 8h00, puis un passage toutes les 60 minutes le reste de la journée. - Les Samedis en période scolaire et du Lundi au Samedi en période de vacances scolaires : de 9h00 à 17h25, avec un passage toutes les 60 minutes de 9h00 à 11h15 et de 14h05 à 17h25. - Particularités : - Le service de transport à la demande sur réservation Retzéo dessert tous les arrêts de la ligne B, avec une arrivée à la gare de Villers-Cotterêts à 6h15, et 2 départs de celle-ci à 18h25 et 19h25. - En période scolaire, la ligne effectue son terminus Nord à l'arrêt "Dussuchal". Les Samedis scolaires et du Lundi au Vendredi en période de vacances scolaires, le terminus s'effectue à l'arrêt "Piscine". | | | | | | | | |
| B     | Dernière actualisation : 14 mai 2025 | | | | | | | | |
| C     | Villers-Cotterêts – Léon Blum ⥋ Villers-Cotterêts – Lycée Européen | Villers-Cotterêts – Léon Blum ⥋ Villers-Cotterêts – Lycée Européen                                                                  | Villers-Cotterêts – Léon Blum ⥋ Villers-Cotterêts – Lycée Européen                                                                  | Villers-Cotterêts – Léon Blum ⥋ Villers-Cotterêts – Lycée Européen                                                                  | Villers-Cotterêts – Léon Blum ⥋ Villers-Cotterêts – Lycée Européen                                                                  | Villers-Cotterêts – Léon Blum ⥋ Villers-Cotterêts – Lycée Européen                                                                  | Villers-Cotterêts – Léon Blum ⥋ Villers-Cotterêts – Lycée Européen                                                                  | Villers-Cotterêts – Léon Blum ⥋ Villers-Cotterêts – Lycée Européen                                                                  | Villers-Cotterêts – Léon Blum ⥋ Villers-Cotterêts – Lycée Européen                                                                  |
| C     | Ouverture / Fermeture 2 avril 2013 / — | Longueur — | Durée 20-30 min | Nb. d’arrêts 13 | Matériel — | Jours de fonctionnement L, Ma, Me, J, V                                                                                             | Jour / Soir / Nuit / Fêtes O / N / N / N                                                                                            | Voy. / an — | Dépôt – |
| C     | Desserte : - Communes et lieux desservis : Villers-Cotterêts (Centre Communal d'Action Sociale, Marché, Lycée Européen, Collège Dussuchal) - Gares desservies : Villers-Cotterêts | | | | | | | | |
| C     | Autre : - Amplitudes horaires : - Du Lundi au Vendredi en période scolaire : de 7h15 à 17h35, avec 2 départs depuis l'arrêt "Léon Blum" (7h15, 13h05) et 3 départs depuis l'arrêt "Lycée Européen" (12h05, 16h35, 17h35). - Particularités : - Le service de transport à la demande sur réservation Retzéo dessert tous les arrêts de la ligne C, avec une arrivée à la gare de Villers-Cotterêts à 6h15, et 2 départs de celle-ci à 18h25 et 19h25. - L'arrêt "Dussuchal" n'est pas desservi par la course de 7h15 (au départ de "Léon Blum") et par la course de 17h35 (au départ de "Lycée Européen"). | | | | | | | | |
| C     | Dernière actualisation : 14 mai 2025 | | | | | | | | |

### Liaison interurbaine Villers-Cotterêts - La Ferté-Milon
| Ligne | Caractéristiques | Caractéristiques                                                    | Caractéristiques                                                    | Caractéristiques                                                    | Caractéristiques                                                    | Caractéristiques                                                    | Caractéristiques                                                    | Caractéristiques                                                    | Caractéristiques                                                    |
| D     | Villers-Cotterêts – Château ⥋ La Ferté-Milon – Place du Port au Blé | Villers-Cotterêts – Château ⥋ La Ferté-Milon – Place du Port au Blé | Villers-Cotterêts – Château ⥋ La Ferté-Milon – Place du Port au Blé | Villers-Cotterêts – Château ⥋ La Ferté-Milon – Place du Port au Blé | Villers-Cotterêts – Château ⥋ La Ferté-Milon – Place du Port au Blé | Villers-Cotterêts – Château ⥋ La Ferté-Milon – Place du Port au Blé | Villers-Cotterêts – Château ⥋ La Ferté-Milon – Place du Port au Blé | Villers-Cotterêts – Château ⥋ La Ferté-Milon – Place du Port au Blé | Villers-Cotterêts – Château ⥋ La Ferté-Milon – Place du Port au Blé |
| ----- | --- | ------------------------------------------------------------------- | ------------------------------------------------------------------- | ------------------------------------------------------------------- | ------------------------------------------------------------------- | ------------------------------------------------------------------- | ------------------------------------------------------------------- | ------------------------------------------------------------------- | ------------------------------------------------------------------- |
| D     | Ouverture / Fermeture 1er septembre 2020 / — | Longueur —                                                          | Durée 25 min                                                        | Nb. d’arrêts 7                                                      | Matériel —                                                          | Jours de fonctionnement L, Ma, Me, J, V, S                          | Jour / Soir / Nuit / Fêtes O / N / N / N                            | Voy. / an —                                                         | Dépôt –                                                             |
| D     | Desserte : - Communes et lieux desservis : Villers-Cotterêts (Mairie, Centre Commercial E. Leclerc, Marché, Cité Internationale de la Langue Française) et La Ferté-Milon (Mairie, Carrefour Contact, Lycée des Métiers Château Potel, Musée Régional du Machinisme Agricole, Musée Jean Racine, Ruines du Château) - Gares desservies : Villers-Cotterêts et La Ferté-Milon. |                                                                     |                                                                     |                                                                     |                                                                     |                                                                     |                                                                     |                                                                     |                                                                     |
| D     | Autre : - Amplitudes horaires : La ligne fonctionne du Lundi au Samedi toute l'année, de 8h25 à 16h55, avec un passage toutes les 120 minutes toute la journée. |                                                                     |                                                                     |                                                                     |                                                                     |                                                                     |                                                                     |                                                                     |                                                                     |
| D     | Dernière actualisation : 14 mai 2025 |                                                                     |                                                                     |                                                                     |                                                                     |                                                                     |                                                                     |                                                                     |                                                                     |

### Service Retzéo à la demande
Le service Retzéo à la demande est un service de transport à la demande sur réservation fonctionnant du Lundi au Vendredi, de 9h00 à 12h00 et de 14h00 à 18h00, et le Samedi de 9h00 à 12h00. Ce service permet de desservir tous les arrêts des lignes urbaines A, B et C, et prévoit son arrivée à la gare de Villers-Cotterêts à 6h15 le matin, et son départ de celle-ci à 18h25 et 19h25. Le service Retzéo permet aussi de déposer les voyageurs aux arrêts desservis par la Zone 1 de Villers-Cotterêts du service de transport à la demande. 

### Transport à la Demande
Le réseau de lignes régulières est complété par un service de transport à la demande desservant la plupart des communes de la Communauté de communes Retz-en-Valois vers les principaux centres d'intérêts. Ce service fonctionne du Lundi au Vendredi, et parfois le Samedi aussi, et est réparti en 5 zones géographiques différentes:
- La Zone 1 de Villers-Cotterêts[5]: Fonctionnant du Lundi au Samedi de 6h15 à 17h30, elle permet aux voyageurs en provenance des communes de Corcy, Coyolles, Dampleux, Faverolles, Fleury, Haramont, Largny-sur-Automne, Longpont, Louâtre, Montgobert, Oigny-en-Valois, Puiseux-en-Retz, Retheuil, Soucy, Taillefontaine, Villers-Hélon et Vivières de se rendre aux arrêts des lignes A, B et C situés sur Villers-Cotterêts, avec 7 arrivées prévues et 6 départs prévus.
- La Zone 2 de Villers-Cotterêts[6]: Fonctionnant du Lundi au Samedi de 8h15 à 17h30, elle permet aux voyageurs en provenance des communes d'Ancienville, Chouy, Cœuvres-et-Valsery, Mortefontaine, Noroy-sur-Ourcq et Saint-Pierre-Aigle de se rendre aux arrêts des lignes A, B et C situés sur Villers-Cotterêts, avec 6 arrivées et départs prévus.
- La Zone de La Ferté-Milon[7]: Fonctionnant du Lundi au Vendredi de 8h00 à 11h45 pour La Ferté-Milon et de 8h15 à 11h30 pour Villers-Cotterêts, elle permet aux voyageurs en provenance des communes de Dammard, Macogny, Marizy-Sainte-Geneviève, Marizy-Saint-Mard, Monnes, Passy-en-Valois, Silly-la-Poterie et Troësnes de se rendre aux arrêts des lignes A, B et C situés sur la commune de Villers-Cotterêts, avec 2 arrivées et départs prévus, ainsi qu'aux arrêts situés sur la commune de La Ferté-Milon, avec 2 arrivées et départs prévus également.
- La Zone Nord de Vic-sur-Aisne[8]: Fonctionnant du Lundi au Vendredi de 9h45 à 12h45, elle permet aux voyageurs en provenance des communes d'Aidignicourt, Berny-Rivière, Morsain, Saint-Christophe-à-Berry et Vassens de se rendre aux arrêts situés sur la commune de Vic-sur-Aisne, avec 2 arrivées et départs prévus.
- La Zone Sud de Vic-sur-Aisne[9]: Fonctionnant du Lundi au Vendredi de 9h00 à 12h00, elle permet aux voyageurs en provenance des communes de Montigny-Lengrain, Ressons-le-Long et Saint-Bandry de se rendre aux arrêts situés sur la commune de Vic-sur-Aisne, avec 2 arrivées et départs prévus.

## Exploitation
Depuis 2013, le réseau Villéo-Retzéo est exploité par un groupement composé des Cars Lefort et de Transdev Compagnie Axonaise pour le compte de la Communauté de communes Retz-en-Valois. Le groupement remporte le marché public de 2019, et se voit ainsi prolongé en tant qu'exploitant.

## Tarification et financement

### Tarification
Le réseau Villéo-Retzéo dispose d'une gamme tarifaire composée de tickets unitaires et d'abonnements. Les tickets unitaires peuvent s'acheter directement à bord des véhicules, à l'agence Villéo-Retzéo, tandis que les abonnements ne s'achètent qu'à cette agence et sur la boutique en ligne. L'Agence Villéo-Retzéo se situe à Villers-Cotterêts, au 34, Boulevard Milet.
Ci-dessous, les différents titres de transports vendus sur le réseau :
| Titre                                | Tarif    | Public                                                             | Description | Support(s)                    |
| ------------------------------------ | -------- | ------------------------------------------------------------------ | --- | ----------------------------- |
| Ticket unitaire                      | 1,00 €   | Tout public                                                        | Valable 1 heure sur le réseau, avec une correspondance comprise. En vente à bord des véhicules uniquement. | Ticket cartonné               |
| Carnet de 10 voyages                 | 8,00 €   | Tout public                                                        | Valable 1 heure sur le réseau, avec une correspondance comprise. En vente à l'Agence Villéo-Retzéo et sur la boutique en ligne.                                                                               | Tickets cartonnés             |
| Abonnement Mensuel Tout public       | 25,00 €  | Tout public                                                        | Valable 1 mois sur le réseau, avec les correspondances comprises. En vente à l'Agence Villéo-Retzéo et sur la boutique en ligne.                                                                              | Carte magnétique sans-contact |
| Abonnement Mensuel Tout public + TER | 22,50 €  | Tout public                                                        | Valable 1 mois sur le réseau, avec l'addition de l'abonnement TER et les correspondances comprises. En vente à l'Agence Villéo-Retzéo et sur la boutique en ligne.                                            | Carte magnétique sans-contact |
| Abonnement Semestriel Tout public    | 125,00 € | Tout public                                                        | Valable 6 mois (avec 1 mois d'abonnement offert) sur le réseau, avec les correspondances comprises. En vente à l'Agence Villéo-Retzéo et sur la boutique en ligne.                                            | Carte magnétique sans-contact |
| Abonnement Mensuel Jeune             | 12,50 €  | Voyageurs de moins de 18ans                                        | Valable 1 mois pour les voyageurs de moins de 18ans sur le réseau, avec les correspondances comprises. En vente à l'Agence Villéo-Retzéo et sur la boutique en ligne.                                         | Carte magnétique sans-contact |
| Abonnement Mensuel Jeune + TER       | 11,00 €  | Voyageurs de moins de 18ans                                        | Valable 1 mois pour les voyageurs de moins de 18ans sur le réseau, avec l'addition de l'abonnement TER et les correspondances comprises. En vente à l'Agence Villéo-Retzéo et sur la boutique en ligne.       | Carte magnétique sans-contact |
| Abonnement Semestriel Jeune          | 62,50 €  | Voyageurs de moins de 18ans                                        | Valable 6 mois (avec 1 mois d'abonnement offert) pour les voyageurs de moins de 18ans sur le réseau, avec les correspondances comprises. En vente à l'Agence Villéo-Retzéo et sur la boutique en ligne.       | Carte magnétique sans-contact |
| Abonnement Mensuel Sénior            | 20,00 €  | Voyageurs de plus de 65ans                                         | Valable 1 mois pour les voyageurs de plus de 65ans sur le réseau, avec les correspondances comprises. En vente à l'Agence Villéo-Retzéo et sur la boutique en ligne.                                          | Carte magnétique sans-contact |
| Abonnement Semestriel Sénior         | 100,00 € | Voyageurs de plus de 65ans                                         | Valable 6 mois (avec 1 mois d'abonnement offert) pour les voyageurs de plus de 65ans sur le réseau, avec les correspondances comprises. En vente à l'Agence Villéo-Retzéo et sur la boutique en ligne.        | Carte magnétique sans-contact |
| Carnet de 10 tickets Éco             | 5,00 €   | Voyageurs bénéficiaires de la Complémentaire Santé Solidaire (CSS) | Valable 1 heure sur le réseau pour les voyageurs bénéficiaire de la CSS, avec une correspondance comprise. En vente à l'Agence Villéo-Retzéo et sur la boutique en ligne.                                     | Tickets cartonnés             |
| Abonnement Mensuel Éco               | 12,50 €  | Voyageurs bénéficiaires de la Complémentaire Santé Solidaire (CSS) | Valable 1 mois pour les voyageurs bénéficiaires de la CSS sur le réseau, avec les correspondances comprises. En vente à l'Agence Villéo-Retzéo et sur la boutique en ligne.                                   | Carte magnétique sans-contact |
| Abonnement Semestriel Éco            | 62,50 €  | Voyageurs bénéficiaires de la Complémentaire Santé Solidaire (CSS) | Valable 6 mois (avec 1 mois d'abonnement offert) pour les voyageurs bénéficiaires de la CSS sur le réseau, avec les correspondances comprises. En vente à l'Agence Villéo-Retzéo et sur la boutique en ligne. | Carte magnétique sans-contact |
| Carte spéciale Libre circulation     | 20,00 €  | Voyageurs détenteurs de la Carte Invalidité à 80%                  | Valable 1 an pour les voyageurs détenteurs de la Carte Invalidité à 80% sur le réseau, avec les correspondances comprises. En vente à l'Agence Villéo-Retzéo et sur la boutique en ligne.                     | Carte magnétique sans-contact |

## Articles annexes
- Villers-Cotterêts
- La Ferté-Milon
- Communauté de communes Retz-en-Valois
- Gare de Villers-Cotterêts
- Gare de La Ferté-Milon
- Transports dans l'Aisne